# Albert Mariën (gouverneur)
Albert Auguste Aimé Joseh Mariën (Zelzate, 3 november 1896 – Gent, 25 april 1964) was een Belgisch liberaal politicus.
Albert werd geboren als zoon van Maria Bauche (1874-1928) en Jean Mariën (1866-1930). Vader Mariën was jarenlang algemeen bestuurder van de suikerfabriek Sucrerie des Flandres.
Uit zijn huwelijk met Madeleine Valerie Marie Louise Leyn (1902-1955) kreeg hij drie kinderen: Jean (°1926), Pierre (°1929) en Huguette (°1931).

## Levensloop
Zijn middelbare studies voltooide hij aan het koninklijk atheneum te Gent.
Mariën promoveerde tot burgerlijk ingenieur werktuigkunde (1921) aan de Rijksuniversiteit Gent. Tijdens de Eerste Wereldoorlog vervoegde hij ook het Belgische leger.
In het dorp waar hij opgroeide, Moerbeke-Waas, ging hij aan de slag in de suikerfabriek waar zijn vader algemeen bestuurder was. Toen die overleed in 1930 nam Albert zijn plaats in.
Mariën nam tal van bestuursfuncties op in het Moerbeekse verenigingsleven. Sinds 1930 ondervoorzitter van de liberale maatschappij voor onderlinge bijstand Steunt Elkander, welke door zijn vader in 1906 werd opgericht, en van de harmonie Trouw aan Kunst.

## Politiek
Hij was voorzitter van de Moerbeekse Liberalen vanaf 1930. 
Hij was liberaal gemeenteraadslid (1932-1940 en 1944-) en schepen (jan-april 1933 en 1944-1954) in Moerbeke-Waas.
Hij werd in 1932 verkozen tot liberaal volksvertegenwoordiger voor het arrondissement Gent-Eeklo en vervulde dit mandaat tot in 1946. Hij zetelde in de commissie voor Openbare Weken en Werkverschaffing en ondervoorzitter van de commissie voor de Zuivering van Afvalwater afkomstig van Suikerfabrieken.
Hij werd senator voor hetzelfde arrondissement, van 1949 tot 1954. 
Vervolgens werd Mariën provinciegouverneur (1954-1963) van Oost-Vlaanderen.